# Trio per a piano núm. 3 (Beethoven)
El Trio per a piano op.1 núm.3 en do menor de Ludwig Van Beethoven, és un trio per a piano, violí i violoncel compost entre 1793 i 1795. Va ser publicat l'octubre de 1795 per Artaria a Viena en el conjunt dels tres Trios op.1. Estan dedicats al príncep Karl Von Lichnowsky, un dels primers mecenes del compositor a Viena i antic alumne de Wolfgang Amadeus Mozart.

## Presentació de l'obra
El Trio per a piano núm.3 sol considerar-se el més ben rebut dels tres Trios op.1, i està en la tonalitat característica en Beethoven de do menor. Joseph Haydn, el seu mestre en aquell moment, li va aconsellar no publicar-lo ja que segons ell era massa complex. A diferència dels trios núm.1 i núm.2, no inclou un scherzo, sinó un minuet en el tercer moviment com veurem més endavant.
En aquesta obra, Beethoven demostra una assimilació completa de l'estil clàssic: va més enllà del disseny de tres moviments ja que hi afegeix un quart moviment i dona als instruments de corda, en particular al violoncel, un rol més independent.
Algunes crítiques recullen que l'obra té “ambicions simfòniques”. Aquest trio és la primera evidència de la predilecció de Beethoven per escriure obres dramàtiques i tempestuoses en la tonalitat de do menor. També és interessant veure com Beethoven intenta buscar enllaços entre moviments: en el primer i últim moviments en do menor trobem un gran èmfasi entre l'interval de do i mi b.
Consta de quatre moviments i la seva execució dura aproximadament 26 minuts:
- Allegro con brio, en compàs 3/4, en do menor (360 compassos)
- Largo con espressione, en compàs 2/4, en mi bemoll major (131 compassos)
- Scherzo. Allegro, en compàs 3/4, en do menor (77 compassos)
- Finale. Presto, en compàs 2/4, en d menor (420 compassos)

### Primer moviment
La tonalitat del primer moviment és Do menor i la forma és una forma Sonata. El compàs és de 3/4 i els instruments tenen molta independència. Trobem virtuosisme en els passatges pianístics, tonalitats allunyades i una major importància en el rol del violoncel.
En aquest primer moviment hi ha una línia melòdica important i molt poderosa. Des de les seves primeres notes, ja presenta característiques noves i d'introspecció. L'unisó de l'inici es pot comparar al començament de la Simfonia núm.5 i a l'inici del Concert per a piano i orquestra K.491 de Mozart.
Després de les set primeres notes, el tema principal puja un semitò. Aquest canvi provoca tensió i la música esdevé apassionada i embolicada.

### Segon moviment
L'Andante amb Variazioni, cinc variacions en total, està en la tonalitat de Mi b Major i és bastant estable.
En aquest moviment lent, de mica en mica, Beethoven comença a allunyar-se de les pràctiques formals clàssiques i va acostant-se a conceptes més complexos.
Les cordes, amb l'arc, executen la Variació II i acompanyen amb pizzicato el piano a la Variació III. En aquesta, trobem escales ràpides i fragments melòdics que mantenen el contorn del tema, però el tema en si és irreconeixible. Beethoven manté les repeticions tradicionals d'un tema amb format antecedent/conseqüent de vuit compassos, i també passa per l'obligatòria tonalitat menor, en aquest cas, a la variació IV.

### Tercer moviment
El tercer moviment és un minuet amb trio, amb elegància i enginy. Aquest tercer moviment és el menys convencional de l'op.1. En aquest cas tenim un minuet i no un scherzo. Tot i això, la segona part del minuet està construïda amb el material de la primera part i això sí que és una semblança amb els altres dos trios. El minuet segueix l'esquema rítmic de negra, dos corxeres i negra, exposat pel teclat des del primer compàs.
La secció del trio està en la tonalitat de Do major, anticipant una relació tonal que apareixerà a l'scherzo de la Cinquena Simfonia. Aquesta secció contrasta amb el to irònic d'aquest scherzo disfressat.

### Quart moviment
Finalment, tenim un quart moviment furiós, i retornem a l'estat d'ànim intens del primer moviment: aquests dos susciten una perfecta simetria. El primer tema també es pot dividir en dues parts: La primera part es basa en un interval de tercera menor: aquest moviment segueix al segon moviment, seguint un estil inspirat en l'obra de Haydn. La segona part del primer tema és més extensa que la primera meitat, una melodia en negres lliurada a les cordes.